# Free Souls Motorcycle Club
Free Souls Motorcycle Club er en rockergruppe der blev dannet i Eugene, Oregon i 1968.Klubben har over 100 medlemmer, og en række sets i Oregon og et enkelt sæt i Vancouver, Washington. Klubbens segl er en ankh, det gamle egyptiske symbol på evigt liv, og deres "bandefarver" er blå og hvid.

## Kriminelle aktiviteter
Tre Free Souls-medlemmer blev arresteret for en række tiltaler den 2. maj, 2007, efter at Bureau of Alcohol, Tobacco, Firearms and Explosives, og det lokale politi havde ransaget seks hjem i Eugene. Ti stjålne motorcykler, pistoler, metamfetamin, marijuana og hasholie blev beslaglagt.